# Ébabbar (Larsza)
Az Ébabbar (𒂍𒌓 nevű templomok egyike a larszai Utu-templom, amelyben az I. babiloni dinasztia korától az Utuval azonosított akkád Samast tisztelték. A név elemei: 𒂍 e2 (= ház, templom), 𒌓 babbar (= fehér), vagyis a „Fehér templom”.
II. Nabú-kudurri-uszur az Újbabiloni Birodalom idején, uralkodásának tizedik évében felújíttatta. Az erről szóló információ Nabú-naid egy feliratán maradt fenn, az egykorú alapító okirat nem ismert.